# Tercer teorema de Lie
En matemàtiques, i més concretament en la teoria de Lie, el tercer teorema de Lie (pronunciat /liː/) afirma que tota àlgebra de Lie de dimensió finita {\displaystyle {\mathfrak {g}}} sobre els nombre reals té associat un grup de Lie G. El teorema forma part de la correspondència grup de Lie-àlgebra de Lie.
Històricament, el terme tercer teorema de Lie feia referència a resultats diferents però relacionats. Els dos anteriors teoremes de Sophus Lie, reformulats en llenguatge matemàtic modern, relacionen les transformacions infinitesimals d'una acció de grup en una varietat diferenciable. El tercer teorema de la llista afirmava la identitat de Jacobi per a les transformacions infinitesimals d'un grup local de Lie. Contràriament, en la presència d'una àlgebra de Lie de camps vectorials, la integració dona una acció de grup de Lie local. El resultat, avui en dia conegut com tercer teorema, proporciona un contrari intrínsic i global al teorema original.

## Teorema de Cartan
L'equivalència entre la categoria dels grups de Lie reals simplement connexos amb àlgebres de Lie reals de dimensió finita s'anomena habitualment (en la literatura de la segona meitat del segle XX) teorema de Cartan o de Cartan-Lie, ja que va ser demostrat per Élie Cartan. Sophus Lie ja havia demostrat prèviament la versió infinitesimal: la solucionabilitat de l'equació de Maurer-Cartan, o l'equivalència entre la categoria d'àlgebres de Lie de dimensió finita i la categoria de grups de Lie locals.
Lie va llistar els seus resultats com tres teoremes directes i tres contraris. La variant infinitesimal del teorema de Cartan era, essencialment, el contrari del tercer teorema de Lie. En un llibre molt influnet Jean-Pierre Serre el va anomenar el tercer teorema de Lie.
Serre en va proporcionar dues demostracions en el seu llibre: un basada en el teorema d'Ado i l'altra en la demostració original d'Élie Cartan.